# World Championship Series StarCraft II 2013
Navigation
WCS StarCraft II 2012 WCS StarCraft II 2014
L'édition 2013 des StarCraft II World Championship Series est le circuit officiel de tournois esports pour StarCraft 2 pour l'année 2013.

## Organisation
En 2013, la compétition a été diffusée par l'ESL, la Major League Gaming (MLG), OnGameNet (OGN) et GOMeXP.

### Amérique, Europe et Corée
Lors de l'édition de 2013, la GSL laisse place aux Challenger et Premier Leagues de Corée.
La Premier League, aussi appelée Code S, est constituée des 32 meilleurs joueurs du tournoi. Les seizièmes et huitièmes de finale sont organisées en phases de groupes de quatre (huit puis quatre groupes) : les deux premiers de chaque groupe se qualifient pour les phases finales et sont inscrits d'office à la Premier League suivante. Les deux perdants descendent en Challenger League (voir ci-après).
La Challenger League est constituée de 40 joueurs qui jouent pour une place dans la Premier League de la saison suivante. Elle est divisée en deux étapes :
1. Un arbre à élimination directe avec :
  1. Le premier tour (Ro40) avec 16 joueurs gagnants des qualifications et 16 joueurs perdants des seizièmes de finale de la Premier League de la saison en cours. Chaque match oppose un joueur issus des qualifications et un joueur issu de la Premier League.
  2. Le deuxième tour (Ro24).
  3. Les huitièmes de finale : les perdants des huitièmes de finale de la Premier League affrontent les gagnants du deuxième tour. Les huit gagnants se qualifient pour la Premier League
2. Une phases de groupes de quatre avec les 32 derniers joueurs de la Challenger League : les deux meilleurs de chaque groupes sont qualifiés en Premier League, le troisième reste en Challenger League pour la saison suivante, le dernier sort et doit se requalifier en Challenger League la saison suivante.

### Finales mondiales de la saison
Les Season Finals opposent les 5 premiers joueurs la Premier League de chaque région, 6 joueurs pour la région qui accueille l'événement. Chaque région accueille une fois les Season Finals. Les matchs sont organisés en un arbre à élimination directe.

## Gains
Les 1 600 000 USD sont divisés de la manière suivante :
- Amérique et Europe:
  - Premier League : 100 000 USD
  - Challenger League : 4 800 USD
- Corée :
  - Premier League : 100 000 USD
  - Challenger League : 40 800 000 KRW (36 364 USD)
- Finales mondiales saisonnières : 150 000 USD

## Finales mondiales
Navigation
2012 Battle.net World Championship 2014 WCS Global Finals
Les 2013 StarCraft II World Championship Series Global Finals sont les phases finales qui clôturent les 2013 StarCraft II World Championship Series et désignent un champion du monde. Elles se sont déroulées au Anaheim Convention Center à Anaheim, en Californie, pendant la BlizzCon 2013 le 8 et 9 novembre 2013. Les joueurs qui y ont participé sont les 16 premiers du classement WCS 2013 (voir ci-après).
Elles ont été, en  anglais :
- présentées par :
  - Paul « ReDeYe » Chaloner ;
  - William « Chobra » Cho ;
  - Marcus « djWHEAT » Graham ;
- commentées par :
  - Ben « MrBitter » Nichols ;
  - Kevin « RotterdaM » van der Kooi ;
  - Nick « Tasteless » Plott ;
  - Sean « Day[9] » Plott ;
  - Dan « Artosis » Stemkoski ;
  - Shaun « Apollo » Clark ;
- analysées par :
  - Geoff « iNcontroL » Robinson ;
  - Yoan « ToD » Merlo ;
- observées durant les parties par :
  - Michael « Adebisi » Van Driel ;
  - Alexandre « FunKa » Verrier ;
  - Phil « inFeZa » Bertino.

### Format
La compétition est organisée en un arbre à élimination directe en best-of-5 (trois parties gagnantes) sauf pour la finale en best-of-7 (quatre parties gagnantes). Le premier du classement WCS rencontre le seizième, le deuxième rencontre le quinzième, et ainsi de suite. NaNiwa et Revival ayant un nombre de points égal, un match a été organisé le 5 novembre 2013 pour savoir lequel de ses deux joueurs allait se retrouver aux finales mondiales. NaNiwa s'est imposé 3 à 0.
Cartes jouables :
- Akilon Wastes
- Bel'Shir Vestige
- Derelict Watcher
- Frost
- Polar Night
- Whirlwind
- Yeonsu

### Résultats
|                                                                                                  |
| À gauche, Jaedong, le finaliste, et à droite, sOs, le champion du monde de StarCraft II de 2013. |

| Place(s)            | Joueur                            | Récompense  | Équipe             | Points | Classement WCS |
| ------------------- | --------------------------------- | ----------- | ------------------ | ------ | -------------- |
| 1 Champion du monde | (P) Kim « sOs » Yoo Jin           | 100 000 USD | Woongjin Stars     | 3 850  | 12             |
| 2 Finaliste         | (Z) Lee « Jaedong » Jae Dong      | 50 000 USD  | Evil Geniuses      | 5 650  | 3              |
| 3Demi-finalistes    | (T) Choi « Bomber » Ji Sung       | 17 500 USD  | Star Tale          | 4 425  | 8              |
| 3Demi-finalistes    | (T) Cho « Maru » Seong Ju         | 17 500 USD  | Prime              | 4 675  | 7              |
| 5 à 8               | (Z) Kim « Soulkey » Min Chul      | 7 500 USD   | Woongjin Stars     | 6 250  | 1              |
| 5 à 8               | (T) Choi « Polt » Seong Hun       | 7 500 USD   | CM Storm           | 5 625  | 4              |
| 5 à 8               | (P) Baek « Dear » Dong Jun        | 7 500 USD   | Soul               | 4 750  | 6              |
| 5 à 8               | (P) Kim « duckdeok » Kyeong Deok  | 7 500 USD   | MVP                | 3 550  | 15             |
| 9 à 16              | (P) Johan « NaNiwa » Lucchesi     | 5 000 USD   | Alliance           | 3 200  | 16             |
| 9 à 16              | (T) Mun « MMA » Seong Won         | 5 000 USD   | Team Acer          | 4 350  | 9              |
| 9 à 16              | (P) Song « HerO » Hyeon Deok      | 5 000 USD   | Team Liquid        | 4 950  | 5              |
| 9 à 16              | (T) Han « aLive » Lee Seok        | 5 000 USD   | Evil Geniuses      | 3 625  | 13             |
| 9 à 16              | (T) Yun « TaeJa » Young Seo       | 5 000 USD   | Team Liquid        | 4 250  | 11             |
| 9 à 16              | (T) Jung « Mvp » Jong Hyun        | 5 000 USD   | Incredible Miracle | 3 600  | 14             |
| 9 à 16              | (P) Jang « MC » Min Chul          | 5 000 USD   | SK Gaming          | 4 275  | 10             |
| 9 à 16              | (T) Lee « INnoVation » Shin Hyung | 5 000 USD   | Team Acer          | 6 100  | 2              |

### Tableau final
Légende des races :  Protoss  Terran  Zerg
|  | Huitièmes de finale (Bo5) | Huitièmes de finale (Bo5) | Huitièmes de finale (Bo5) | Huitièmes de finale (Bo5) |         |         | Quarts de finale (Bo5) | Quarts de finale (Bo5) | Quarts de finale (Bo5) | Quarts de finale (Bo5) |  |  | Demi-finales (Bo5) | Demi-finales (Bo5) | Demi-finales (Bo5) | Demi-finales (Bo5) |  |  | Finale (Bo7)      | Finale (Bo7)      | Finale (Bo7)      | Finale (Bo7)      |
|  |                           |                           |                           |                           |         |         |                        |                        |                        |                        |  |  |                    |                    |                    |                    |  |  |                   |                   |                   |                   |
|  | Voir la rencontre         | Voir la rencontre         | Voir la rencontre         | Voir la rencontre         |         |         | Voir la rencontre      | Voir la rencontre      | Voir la rencontre      | Voir la rencontre      |  |  | Voir la rencontre  | Voir la rencontre  | Voir la rencontre  | Voir la rencontre  |  |  | Voir la rencontre | Voir la rencontre | Voir la rencontre | Voir la rencontre |
|  | Soulkey                   | Soulkey                   | 3                         | 3                         |         |         | Voir la rencontre      | Voir la rencontre      | Voir la rencontre      | Voir la rencontre      |  |  | Voir la rencontre  | Voir la rencontre  | Voir la rencontre  | Voir la rencontre  |  |  | Voir la rencontre | Voir la rencontre | Voir la rencontre | Voir la rencontre |
|  | Soulkey                   | Soulkey                   | 3                         | 3                         |         |         | Voir la rencontre      | Voir la rencontre      | Voir la rencontre      | Voir la rencontre      |  |  | Voir la rencontre  | Voir la rencontre  | Voir la rencontre  | Voir la rencontre  |  |  | Voir la rencontre | Voir la rencontre | Voir la rencontre | Voir la rencontre |
|  | NaNiwa                    | NaNiwa                    | 1                         | 1                         |         |         | Voir la rencontre      | Voir la rencontre      | Voir la rencontre      | Voir la rencontre      |  |  | Voir la rencontre  | Voir la rencontre  | Voir la rencontre  | Voir la rencontre  |  |  | Voir la rencontre | Voir la rencontre | Voir la rencontre | Voir la rencontre |
|  | NaNiwa                    | NaNiwa                    | 1                         | 1                         | Soulkey | Soulkey | 1                      | 1                      |                        |                        |  |  | Voir la rencontre  | Voir la rencontre  | Voir la rencontre  | Voir la rencontre  |  |  | Voir la rencontre | Voir la rencontre | Voir la rencontre | Voir la rencontre |
|  | Voir la rencontre         |                           |                           |                           | Soulkey | Soulkey | 1                      | 1                      |                        |                        |  |  | Voir la rencontre  | Voir la rencontre  | Voir la rencontre  | Voir la rencontre  |  |  | Voir la rencontre | Voir la rencontre | Voir la rencontre | Voir la rencontre |
|  |                           |                           | Bomber                    | Bomber                    | 3       | 3       |                        |                        |                        |                        |  |  | Voir la rencontre  | Voir la rencontre  | Voir la rencontre  | Voir la rencontre  |  |  | Voir la rencontre | Voir la rencontre | Voir la rencontre | Voir la rencontre |
|  | Bomber                    | Bomber                    | Bomber                    | Bomber                    | 3       | 3       | 3                      | 3                      |                        |                        |  |  | Voir la rencontre  | Voir la rencontre  | Voir la rencontre  | Voir la rencontre  |  |  | Voir la rencontre | Voir la rencontre | Voir la rencontre | Voir la rencontre |
|  | Bomber                    | Bomber                    | Voir la rencontre         |                           |         |         | 3                      | 3                      |                        |                        |  |  | Voir la rencontre  | Voir la rencontre  | Voir la rencontre  | Voir la rencontre  |  |  | Voir la rencontre | Voir la rencontre | Voir la rencontre | Voir la rencontre |
|  | MMA                       | MMA                       | 2                         | 2                         |         |         |                        |                        |                        |                        |  |  | Voir la rencontre  | Voir la rencontre  | Voir la rencontre  | Voir la rencontre  |  |  | Voir la rencontre | Voir la rencontre | Voir la rencontre | Voir la rencontre |
|  | MMA                       | MMA                       | 2                         | 2                         | Bomber  | Bomber  | 1                      | 1                      |                        |                        |  |  |                    |                    |                    |                    |  |  | Voir la rencontre | Voir la rencontre | Voir la rencontre | Voir la rencontre |
|  | Voir la rencontre         |                           |                           |                           | Bomber  | Bomber  | 1                      | 1                      |                        |                        |  |  |                    |                    |                    |                    |  |  | Voir la rencontre | Voir la rencontre | Voir la rencontre | Voir la rencontre |
|  |                           |                           | sOs                       | sOs                       | 3       | 3       |                        |                        |                        |                        |  |  |                    |                    |                    |                    |  |  | Voir la rencontre | Voir la rencontre | Voir la rencontre | Voir la rencontre |
|  | HerO                      | HerO                      | sOs                       | sOs                       | 3       | 3       | 1                      | 1                      |                        |                        |  |  |                    |                    |                    |                    |  |  | Voir la rencontre | Voir la rencontre | Voir la rencontre | Voir la rencontre |
|  | HerO                      | HerO                      | Voir la rencontre         |                           |         |         | 1                      | 1                      |                        |                        |  |  |                    |                    |                    |                    |  |  | Voir la rencontre | Voir la rencontre | Voir la rencontre | Voir la rencontre |
|  | sOs                       | sOs                       | 3                         | 3                         |         |         |                        |                        |                        |                        |  |  |                    |                    |                    |                    |  |  | Voir la rencontre | Voir la rencontre | Voir la rencontre | Voir la rencontre |
|  | sOs                       | sOs                       | 3                         | 3                         | sOs     | sOs     | 3                      | 3                      |                        |                        |  |  |                    |                    |                    |                    |  |  | Voir la rencontre | Voir la rencontre | Voir la rencontre | Voir la rencontre |
|  | Voir la rencontre         |                           |                           |                           | sOs     | sOs     | 3                      | 3                      |                        |                        |  |  |                    |                    |                    |                    |  |  | Voir la rencontre | Voir la rencontre | Voir la rencontre | Voir la rencontre |
|  |                           |                           | Polt                      | Polt                      | 1       | 1       |                        |                        |                        |                        |  |  |                    |                    |                    |                    |  |  | Voir la rencontre | Voir la rencontre | Voir la rencontre | Voir la rencontre |
|  | Polt                      | Polt                      | Polt                      | Polt                      | 1       | 1       | 3                      | 3                      |                        |                        |  |  |                    |                    |                    |                    |  |  | Voir la rencontre | Voir la rencontre | Voir la rencontre | Voir la rencontre |
|  | Polt                      | Polt                      | Voir la rencontre         |                           |         |         | 3                      | 3                      |                        |                        |  |  |                    |                    |                    |                    |  |  | Voir la rencontre | Voir la rencontre | Voir la rencontre | Voir la rencontre |
|  | aLive                     | aLive                     | 0                         | 0                         |         |         |                        |                        |                        |                        |  |  |                    |                    |                    |                    |  |  | Voir la rencontre | Voir la rencontre | Voir la rencontre | Voir la rencontre |
|  | aLive                     | aLive                     | 0                         | 0                         | sOs     | sOs     | 4                      | 4                      |                        |                        |  |  |                    |                    |                    |                    |  |  |                   |                   |                   |                   |
|  | Voir la rencontre         |                           |                           |                           | sOs     | sOs     | 4                      | 4                      |                        |                        |  |  |                    |                    |                    |                    |  |  |                   |                   |                   |                   |
|  |                           |                           | Jaedong                   | Jaedong                   | 1       | 1       |                        |                        |                        |                        |  |  |                    |                    |                    |                    |  |  |                   |                   |                   |                   |
|  | Dear                      | Dear                      | Jaedong                   | Jaedong                   | 1       | 1       | 3                      | 3                      |                        |                        |  |  |                    |                    |                    |                    |  |  |                   |                   |                   |                   |
|  | Dear                      | Dear                      |                           |                           |         |         |                        | 3                      |                        |                        |  |  |                    |                    |                    |                    |  |  |                   |                   |                   |                   |
|  | Taeja                     | Taeja                     | 1                         | 1                         |         |         |                        |                        |                        |                        |  |  |                    |                    |                    |                    |  |  |                   |                   |                   |                   |
|  | Taeja                     | Taeja                     | 1                         | 1                         | Dear    | Dear    | 2                      | 2                      |                        |                        |  |  |                    |                    |                    |                    |  |  |                   |                   |                   |                   |
|  | Voir la rencontre         |                           |                           |                           | Dear    | Dear    | 2                      | 2                      |                        |                        |  |  |                    |                    |                    |                    |  |  |                   |                   |                   |                   |
|  |                           |                           | Jaedong                   | Jaedong                   | 3       | 3       |                        |                        |                        |                        |  |  |                    |                    |                    |                    |  |  |                   |                   |                   |                   |
|  | Jaedong                   | Jaedong                   | Jaedong                   | Jaedong                   | 3       | 3       | 3                      | 3                      |                        |                        |  |  |                    |                    |                    |                    |  |  |                   |                   |                   |                   |
|  | Jaedong                   | Jaedong                   | Voir la rencontre         |                           |         |         | 3                      | 3                      |                        |                        |  |  |                    |                    |                    |                    |  |  |                   |                   |                   |                   |
|  | Mvp                       | Mvp                       | 0                         | 0                         |         |         |                        |                        |                        |                        |  |  |                    |                    |                    |                    |  |  |                   |                   |                   |                   |
|  | Mvp                       | Mvp                       | 0                         | 0                         | Jaedong | Jaedong | 3                      | 3                      |                        |                        |  |  |                    |                    |                    |                    |  |  |                   |                   |                   |                   |
|  | Voir la rencontre         |                           |                           |                           | Jaedong | Jaedong | 3                      | 3                      |                        |                        |  |  |                    |                    |                    |                    |  |  |                   |                   |                   |                   |
|  |                           |                           | Maru                      | Maru                      | 1       | 1       |                        |                        |                        |                        |  |  |                    |                    |                    |                    |  |  |                   |                   |                   |                   |
|  | Maru                      | Maru                      | Maru                      | Maru                      | 1       | 1       | 3                      | 3                      |                        |                        |  |  |                    |                    |                    |                    |  |  |                   |                   |                   |                   |
|  | Maru                      | Maru                      |                           |                           |         |         |                        | 3                      |                        |                        |  |  |                    |                    |                    |                    |  |  |                   |                   |                   |                   |
|  | MC                        | MC                        | 1                         | 1                         |         |         |                        |                        |                        |                        |  |  |                    |                    |                    |                    |  |  |                   |                   |                   |                   |
|  | MC                        | MC                        | 1                         | 1                         | Maru    | Maru    | 3                      | 3                      |                        |                        |  |  |                    |                    |                    |                    |  |  |                   |                   |                   |                   |
|  | Voir la rencontre         |                           |                           |                           | Maru    | Maru    | 3                      | 3                      |                        |                        |  |  |                    |                    |                    |                    |  |  |                   |                   |                   |                   |
|  |                           |                           | duckdeok                  | duckdeok                  | 2       | 2       |                        |                        |                        |                        |  |  |                    |                    |                    |                    |  |  |                   |                   |                   |                   |
|  | INnoVation                | INnoVation                | duckdeok                  | duckdeok                  | 2       | 2       | 2                      | 2                      |                        |                        |  |  |                    |                    |                    |                    |  |  |                   |                   |                   |                   |
|  | INnoVation                | INnoVation                |                           |                           |         |         |                        | 2                      |                        |                        |  |  |                    |                    |                    |                    |  |  |                   |                   |                   |                   |
|  | duckdeok                  | duckdeok                  | 3                         | 3                         |         |         |                        |                        |                        |                        |  |  |                    |                    |                    |                    |  |  |                   |                   |                   |                   |
|  | duckdeok                  | duckdeok                  | 3                         | 3                         |         |         |                        |                        |                        |                        |  |  |                    |                    |                    |                    |  |  |                   |                   |                   |                   |
|  |                           |                           |                           |                           |         |         |                        |                        |                        |                        |  |  |                    |                    |                    |                    |  |  |                   |                   |                   |                   |